# Southern African Trade Union Coordination Council
Der Southern African Trade Union Coordination Council, kurz SATUCC, zu Deutsch „Koordinierungsrat der Gewerkschaften des südlichen Afrikas“ ist eine regionale Gewerkschaftsorganisation, die alle wichtigen Gewerkschaftsverbände in der Entwicklungsgemeinschaft des Südlichen Afrika (SADC) vertritt. Der SATUCC wurde im März 1983 in Gaborone, Botswana, kurz nach der Gründung der Koordinierungskonferenz für das südliche Afrika (SADCC) gegründet, die später in die Entwicklungsgemeinschaft des südlichen Afrika (SADC) umgewandelt wurde. Idee war es, ein starkes regionales Gewerkschaftsgremium zu bilden, das im politischen Befreiungskampf eine Rolle spielen und die Politik auf regionaler Ebene zugunsten der Arbeitnehmer beeinflussen könne. 
Heute ist der SATUCC der einzige formell anerkannte repräsentative regionale Gewerkschaftsbund mit einem Sonderstatus als „civil society organisation“ in der SADC. Seit seiner Gründung hat der SATUCC ein politisches Profil gewonnen, indem er über die wirtschaftlichen, politischen und arbeitsrechtlichen Bedingungen, die Menschen- und Gewerkschaftsrechte berichtet und versucht, die Politik der Entwicklungsgemeinschaft des Südlichen Afrika zu beeinflussen. Eine der wichtigsten Errungenschaften ist die 2003 verabschiedete Charta der sozialen Grundrechte in der SADC, die von SATUCC und seinen Mitgliedsorganisationen initiiert wurde. Der SATUCC gilt als losgelöst von den einzelnen nationalen Gewerkschaftsbünden und versucht eher breiter, auf regionaler Ebene zu agieren.
Viele Mitgliedsgewerkschaften des SATUCC überweisen ihre Mitgliedsbeiträge nur unregelmäßig, weshalb der Verband auf finanzielle Unterstützung ausländischer Organisationen angewiesen ist, u. a. der Internationalen Arbeitsorganisation (IOL), der Internationalen Organisation für Migration (IOM) sowie der deutschen Friedrich-Ebert-Stiftung.

## Mitglieder
Gegenwärtig hat der SATUCC 22 Mitgliedsorganisationen in 14 der 16 SADC-Mitgliedstaaten mit insgesamt 5 Millionen Arbeitnehmern.
- Botswana Federation of Public Private and Parastatal Sector Unions (BOFEPUSU)
- Botswana Federation of Trade Unions (BFTU)
- Central Geral de Sindicatos Independentes e Livres de Angola (CGSILA)
- Confederação Nacional dos Sindicatos Independentes e Livres de Moçambique (CONSILMO)
- Confédération Syndicale Congolaise (CSC)
- Congress of South African Trade Unions (COSATU)
- Federation of Free Trade Unions of Zambia (FFTUZ)
- Federation of Unions of South Africa (FEDUSA)
- Lesotho Labour Congress (LLC)
- Lesotho Congress of Trade Unions (LTUC)
- Malawi Congress of Trade Unions (MCTU)
- Mauritius Trade Union Congress (MTUC)
- National Council of Trade Unions (NACTU)
- National Union of Namibian Workers (NUNW)
- Organização dos Trabalhadores de Moçambique (OTM)
- Sendika krisitianina malagasy (SEKRIMA)
- Trade Union Congress of Swaziland (TUCOSWA)
- Trade Union Congress of Tanzania (TUCTA)
- União Nacional dos Trabalhadores Angolanos (UNTA)
- Zambia Congress of Trade Union (ZCTU)
- Zimbabwe Congress of Trade Unions (ZCTU)